# Lacanobia
Genre
Le genre Lacanobia regroupe des lépidoptères (papillons) nocturnes de la famille des Noctuidae.

## Espèces rencontrées en Europe
- Lacanobia (Dianobia) contigua (Denis & Schiffermüller, 1775)
- Lacanobia (Dianobia) suasa (Denis & Schiffermüller, 1775)
- Lacanobia (Dianobia) thalassina (Hufnagel, 1766)
- Lacanobia (Diataraxia) amurensis (Staudinger, 1901)
- Lacanobia (Diataraxia) blenna (Hübner, 1824) - Noctuelle sablonneuse
- Lacanobia (Diataraxia) oleracea (Linnaeus, 1758) - Noctuelle potagère
- Lacanobia (Diataraxia) praedita (Hübner, 1813)
- Lacanobia (Diataraxia) splendens (Hübner, 1808)
- Lacanobia (Lacanobia) w-latinum (Hufnagel, 1766)